# Coxhuaco II
Coxhuaco II är en ort i Mexiko.   Den ligger i kommunen Huejutla de Reyes och delstaten Hidalgo, i den sydöstra delen av landet, 200 km norr om huvudstaden Mexico City. Coxhuaco II ligger 245 meter över havet och antalet invånare är 411.
Terrängen runt Coxhuaco II är huvudsakligen kuperad, men åt nordost är den platt. Runt Coxhuaco II är det ganska tätbefolkat, med 248 invånare per kvadratkilometer. Närmaste större samhälle är Huejutla de Reyes, 6,6 km nordost om Coxhuaco II. I omgivningarna runt Coxhuaco II växer i huvudsak städsegrön lövskog.